# Kruti Horbî, Tarașcea
Kruti Horbî (în ucraineană Круті Горби) este o comună în raionul Tarașcea, regiunea Kiev, Ucraina, formată numai din satul de reședință.

## Demografie
Componența lingvistică a comunei Kruti Horbî
     Ucraineană (98,76%)
     Rusă (1,1%)
Conform recensământului din 2001, majoritatea populației comunei Kruti Horbî era vorbitoare de ucraineană (98,76%), existând în minoritate și vorbitori de rusă (1,1%).